# Кенийская национальная комиссия по правам человека
Кенийская национальная комиссия по правам человека - автономное национальное учреждение по правам человека, созданное в соответствии с парламентским актом Кении в 2002 году. Комиссия начала свою деятельность в июле 2003 года. После принятия Конституции Кении в августе 2010 года, Комиссия была преобразована в конституционный орган в соответствии с Законом о Кенийской национальной комиссии по правам человека 2011 года.
Комиссары назначаются президентом Кении после утверждения парламентом. В настоящее время председателем является Флоренция Симбири-Джаоко. Кроме того, в комиссии работают еще девять комиссаров.
Мандат комиссии заключается в поощрении и защите прав человека в Кении.

## Международный статус
Действия Комиссии основаны на Парижских принципах по созданию и функционированию независимых национальных учреждений по правам человека, одобренных Организацией Объединенных Наций. Национальная комиссия была аккредитована Международным координационным комитетом национальных учреждений по правам человека (МУС), который базируется в Женеве, в Управлении Верховного комиссара по правам человека.